# 哈珀斯菲尔德
哈珀斯菲尔德（英語：Harpersfield）是位于美国纽约州特拉华县的一个镇，地处特拉华县北端，北靠奥齐戈县与斯科哈里县。2010年美国人口普查时，该镇有1577人。哈珀斯菲尔德镇建于1788年，其名称源于曾参与美国独立战争的约翰·哈珀（John Harper）上校。